# Japurá
Japurá (portugalsky Rio Japurá, španělsky Río Caquetá) je řeka v Kolumbii (Caquetá) a v Brazílii (stát Amazonas). Je levým přítokem Amazonky. Je 2 820 km dlouhá. Povodí má rozlohu 170 000 km².

## Průběh toku
Pramení v Centrální Kordilleře v Kolumbii. Na horním toku v Andách a v západní části Guayanské vysočiny je velmi mnoho peřejí. V Amazonské nížině je to klidná a široká řeka. Na dolním toku vytváří mnohá ramena a průtoky. Už 600 km od ústí je takto propojená s Amazonkou.

## Vodní režim
Zdrojem vody jsou převážně dešťové srážky. Nejvodnější je od března do července, kdy se rozlévá do širokého okolí a vytváří jezera. Průměrný průtok je 6 000 m³/s.

## Využití
Na území Brazílie je rozvinutá lodní doprava.